# Hinos Nacionais das Repúblicas Socialistas Soviéticas
A União das Repúblicas Socialistas Soviéticas e as repúblicas que a constituíam tinham seus próprios hinos.
A República Socialista Federativa Soviética da Rússia não tinha seu próprio hino, pois o seu era usado exclusivamente pela União, como A Internacional e o Hino nacional da União Soviética.
A maioria dos hinos eram compostos por renomados compositores soviéticos, incluindo os mundialmente reconhecidos Gustav Ernesaks (Estônia), Aram Khatchaturian (Armênia), Otar Taktakishvili (Geórgia) e Uzeyir Hajibeyov (Azerbaijão).
As letras apresentam grandes similaridades, todas mencionando Lênin, e nas versões iniciais, Stálin, como guia do povo e do partido, e a irmandade entre os povos das repúblicas soviéticas, incluindo a específica referência ao povo russo.
A maioria destes hinos foram substituídos após a dissolução soviética em 1991; Bielorrússia, Cazaquistão (até 2006), Tadjiquistão, Turcomenistão (até 1997), e Uzbequistão conservaram as melodias, mas sob letras diferentes. A Federação Russa abandonou o antigo hino soviético, trocando pela Canção Patriótica, de Mikhail Glinka. Mas quando Vladimir Putin chegou ao poder, a antiga canção soviética foi restaurada, com nova letra escrita para ele.

## Ligações Externas
- Gravações de áudio feitas pelos melhores corais e orquestras nas décadas de 1970 e 1980, versões instrumentais pela "Banda de Bronze" do Ministro da Defesa da União Soviética de um LP soviético de 1968.